# Palaeoloxodon
Palaeoloxodon — вимерлий рід слонів. Рід виник в Африці в пліоцені та поширився в Євразію в плейстоцені. Рід містить деякі з найвідоміших видів слонів, висотою в плечах понад 4 м, включаючи європейського Palaeoloxodon antiquus і південноазійського Palaeoloxodon namadicus, останній з яких деякі науковці вважають найбільшим відомим наземним ссавцем на основі екстраполяції фрагментарних останків, хоча ці оцінки є дуже спекулятивними. Проте, рід також містить багато видів карликових слонів, які еволюціонували через острівну карликовість на островах у Середземному морі, деякі з них сягають лише 1 м заввишки, що робить їх найменшими відомими слонами. Рід має довгу та складну таксономічну історію, і в різні часи його вважали належним до Loxodonta або Elephas, але сьогодні зазвичай вважається дійсним і окремим родом.
Його рештки були знайдені в Німеччині; Кіпрі, Японії, Сицилії, Мальті, а також в Англії під час будівництва тунелю під Ла-Маншем. Також рештки були знайдені на палеолітичній стоянці Homo heidelbergensis на північному заході Кент, віком 400 тис. років.

## Таксономія
У 1924 році Хікошітіро Мацумото виокремив Palaeoloxodon як підрід Loxodonta, означивши «групу E. antiquus—namadicus», та визначивши «E. namadicus naumanni Mak» як його типовий вид.
Пізніше вважалося, що Palaeoloxodon є підродом Elephas, але до 2007 року це було скасовано. У 2016 році дослідження мітохондріальної ДНК P. antiquus виявило, що він був ближчим до африканського лісового слона Loxodonta cyclotis, ніж до африканського саванного слона, L. africana. Автори припустили, що це скасовує рід Palaeoloxodon, визнаний зараз. Інше дослідження, опубліковане у 2018 році на основі ядерного геному, припустило P. antiquus мав складну історію гібридизації, причому понад 60 % його ДНК походить від лінії, найближчої до двох існуючих видів Loxodonta, приблизно 6 % від Mammuthus і 30 % від лінії, ближчої до L. cyclotis, ніж до L. africana. Гібридизація, ймовірно, відбулася в Африці, де Palaeoloxodon домінував протягом більшої частини пліоцену та раннього плейстоцену.

### Материкові види
- P. recki (синонім: Elephas recki) (Східна Африка), найдавніший (4,0 — 0,6 млн років тому) і один із найбільших видів[7], предок усіх пізніших видів
- P. iolensis (синонім: Elephas iolensis) останній (пізній середній-пізній плейстоцен) представник Palaeoloxodon в Африці
- P. antiquus (синонім: Elephas antiquus) (слон з прямим бивнем) (Європа, Близький Схід, Західна Азія)
- P. huaihoensis (Китай)
- P. namadicus (синонім: Elephas namadicus)[8] (Індійський субконтинент, можливо, також в інших місцях Азії), найбільший у своєму роді та, можливо, найбільший наземний ссавець за всю історію існування
- P. naumanni (синонім: E. namadicus naumanni) (Японія, можливо також Китай і Корея)[9],
- ? P. turkmenicus відомий з одного зразка, знайденого в середньому плейстоцені Туркменістану, з можливо пов'язаними рештками, відомими з Кашміру, валідність невизначена[10].

### Середземноморські острівні карликові види
Ці середземноморські острівні види карликових слонів майже напевно походять від P. antiquus:
- P. creutzburgi (Крит)
- P. xylophagou (Кіпр)
- P. cypriotes (Кіпр)
- P. lomolinoi (Наксос)
- P. tiliensis (Тілос)
- P. mnaidriensis (Сицилія і Мальта)
- P. falconeri (Сицилія і Мальта)

## Опис

Діаграма розмірів найбільших видів Palaeoloxodon

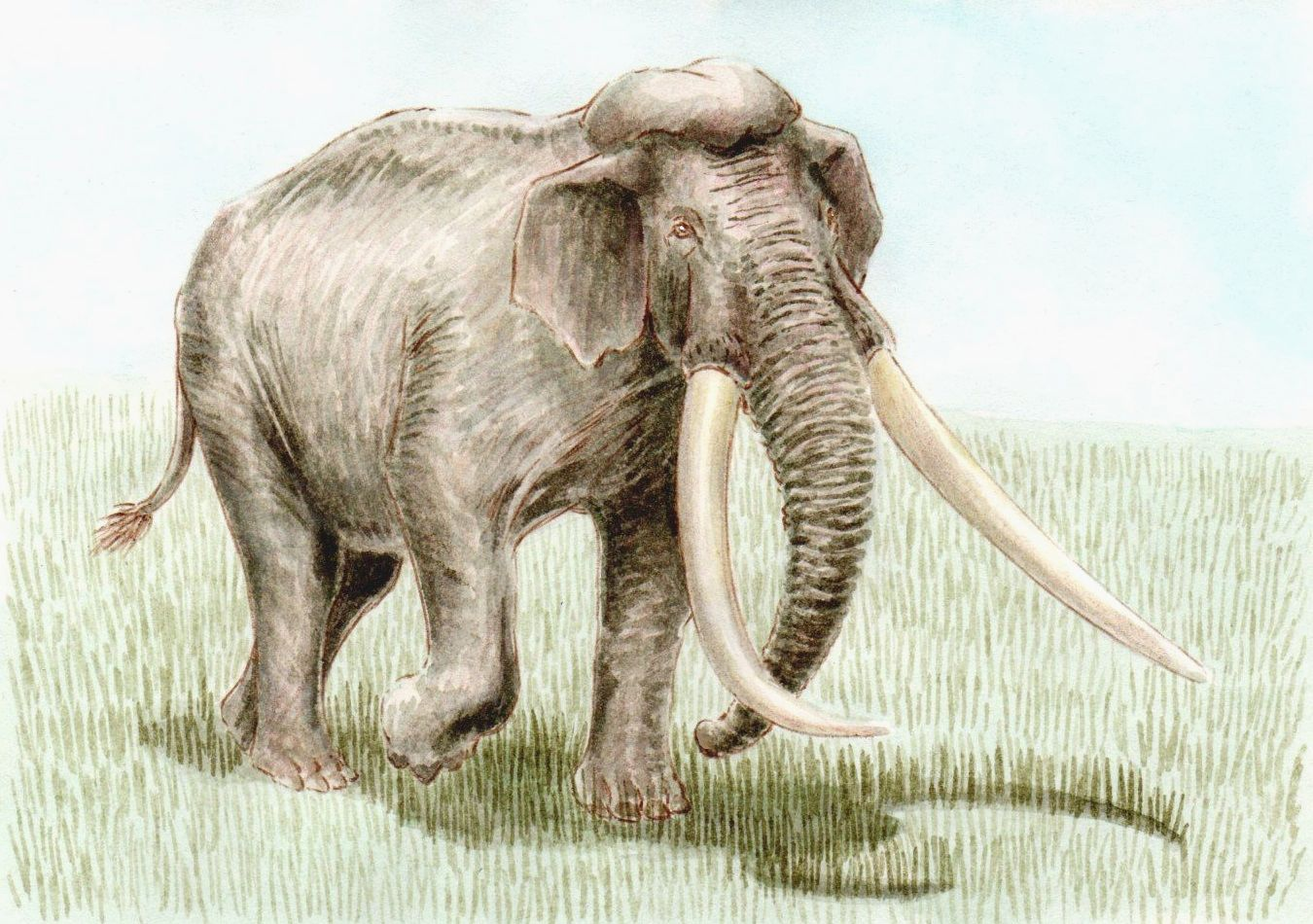
Реконструкція P. namadicus

Більшість видів Palaeoloxodon (окрім P. turkmenicus) відомі своїм характерним тім'яно-потиличним гребенем, присутнім у верхній частині черепа, який використовувався для закріплення м'язів голови, а також, можливо, ромбоподібних м'язів для підтримки черепа, що пропорційно великий у порівнянні з іншими слонами. Розвиток гребінця варіюється залежно від виду, стадії росту та статі, причому у самок і молодих особин гребінь менш розвинений або відсутній. Бивні мають відносно невелику кривину і пропорційно великі

Порівняння розмірів карликового слона Palaeoloxodon falconeri, одного з найменших відомих слонів

Види Palaeoloxodon дуже різноманітні за розміром. Вважають, що великі самці P. recki, P. antiquus і P. namadicus мали висоту в плечах понад 4 м і масу тіла понад 12 тонн, що перевищує розміри найбільших відомих африканських слонів. У дослідженні 2015 року один фрагмент стегнової кістки P. namadicus, описаний у ХІХ столітті, за оцінками, належав особині 5,2 м і вагою 22 тонни, що перевищує оцінки для інших найбільших відомих наземних ссавців, Paraceratheriidae. Проте ця оцінка є дуже спекулятивною, і автор припустив, що її слід «сприймати з недовірою». Навпаки, деякі з видів карликових слонів є найменшими з відомих слонів. Найменші види, P. cypriotes і P. falconeri, мали лише 1 м заввишки як дорослі особини, при цьому самці P. falconeri мали вагу приблизно 250 кг.

## Еволюція

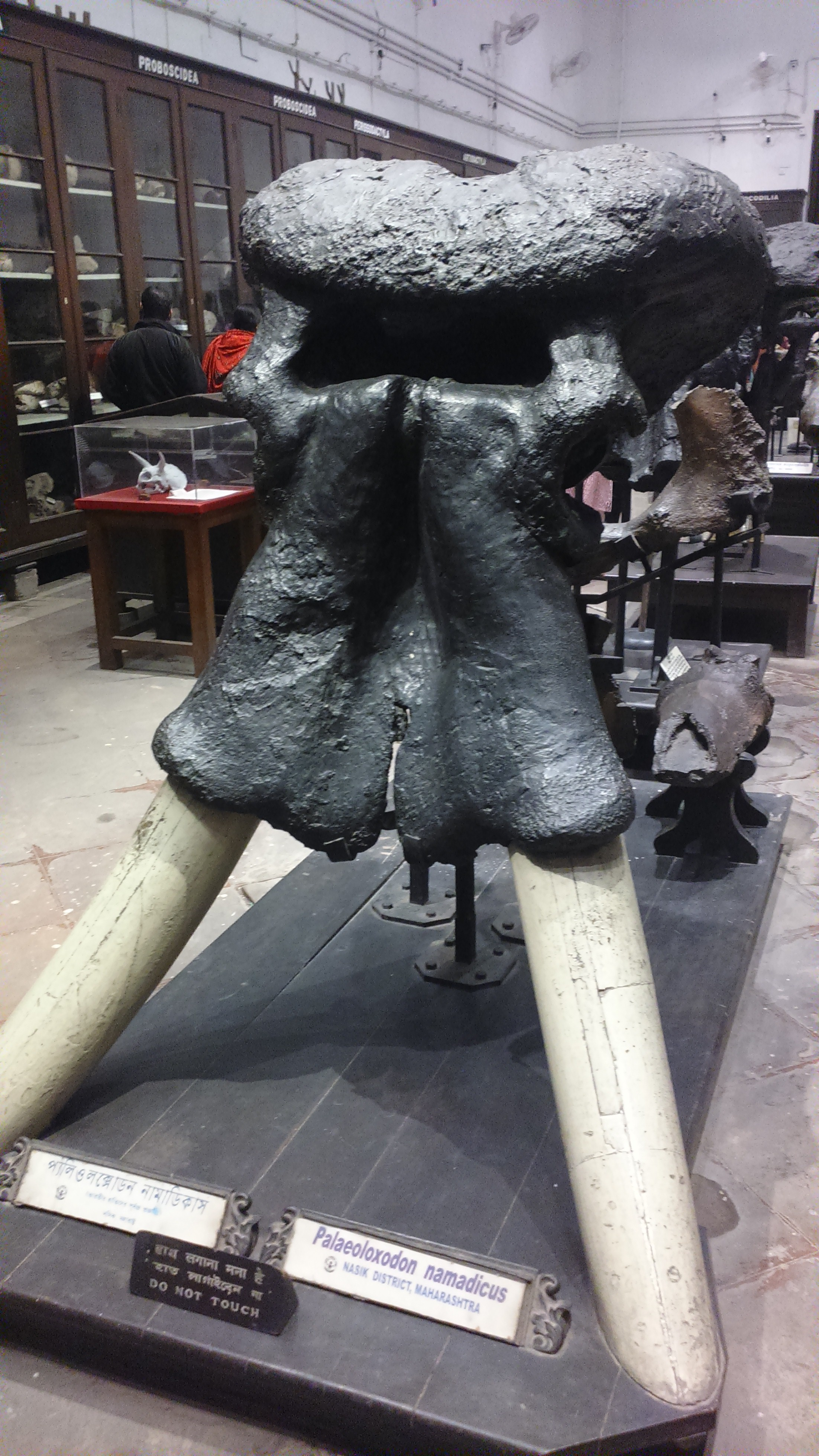
Palaeoloxodon namadicus, що демонструє тім'яно-потиличний гребінь у верхній частині черепа, типовий для Palaeoloxodon.

Palaeoloxodon вперше з'являється в літописі скам'янілостей в Африці в ранньому пліоцені, приблизно 4 млн років тому як вид Palaeoloxodon recki. P. recki був домінуючим слоном в Африці протягом пліоцену та більшої частини плейстоцену. Популяція P. recki мігрувала з Африки 0,8—0,6 млн років тому, урізноманітнившись відгалуженням євразійських видів Palaeoloxodon: P. antiquus, P. namadicus і P. naumanni, точні відносини євразійських таксонів один до одного є невідомі через відсутність молекулярних доказів. P. recki вимер в Африці близько 0,5 млн років тому, його замінив сучасний рід Loxodonta. Поява P. antiquus в Європі збігається з вимиранням Mammuthus meridionalis і його заміною на Mammuthus trogontherii, що свідчить про те, що він міг займати подібну дієтичну нішу та витіснити першого. P. antiquus зміг заселити багато островів Середземного моря, зазнавши острівної карликовості та утворивши численні різновиди карликових слонів. У Китаї багато скам'янілостей Palaeoloxodon, які належать до трьох видів: P. namadicus, P. naumanni та P. huaihoensis. Проте спорідненість китайських Palaeoloxodon наразі не з'ясована, і неясно, скільки видів було в цьому регіоні.

## Вимирання
Останній вид Paleoloxodon в Африці, P. iolensis, вимер наприкінці середнього плейстоцену, приблизно 130 000 років тому. Більшість євразійських видів Palaeoloxodon вимерли наприкінці останнього льодовикового періоду. Наймолодшою згадкою про P. antiquus є сліди з півдня Піренейського півострова, датовані приблизно 28 000 років тому. Наймолодші японські відомості про P. naumanni датуються приблизно 24 000 роками тому. Подібні дати були зареєстровані для індійського P. namadicus і китайського Palaeoloxodon. Деякі середземноморські карликові види збереглися довше, а наймолодші дати кіпрського карликового слона P. cypriotes були близько 12 000 років тому. На основі попереднього радіовуглецевого датування, проведеного в 1970-х роках, P. tiliensis з грецького острова Тілос припустили, що він вижив лише за 3500 років до сьогодення, що зробило б його наймолодшим збережених слонів у Європі, але це припущення не було ретельно досліджено.
У статті 2012 року Лі Цзи та його колеги з Інституту географічних наук і дослідження природних ресурсів у Пекіні стверджували, що 3000-річні зуби з Північного Китаю, які раніше вважалися належать азійським слонам, насправді були зубами палеолоксодонів. Вони також стверджували, що китайські ритуальні бронзові посудини із зображенням хоботів із двома «пальцями» мають бути палеолоксодоном (які відомі лише з кісток; їхні характеристики хобота невідомі), оскільки в азійських слонів є лише один. Експерти з викопних слонів Вікторія Геррідж і Адріан Лістер не погоджуються з призначенням, заявляючи, що заявлені діагностичні особливості зубів насправді є контрастними артефактами створено через низьку роздільну здатність фігур у науковій статті, яка не помітна на якісніших фотографіях, і що посудини доби бронзи могли бути результатом стилістичного вибору.